# مارکو ماتیاس
مارکو ماتیاس (انگلیسی: Marco Matias؛ زادهٔ ۱۰ مهٔ ۱۹۸۹) بازیکن فوتبال اهل پرتغال است که در پست وینگر و مهاجم سایه بازی می‌کند.
از باشگاه‌هایی که در آن بازی کرده‌است می‌توان به باشگاه فوتبال وارزیم، باشگاه فوتبال اسپورتینگ پرتغال، باشگاه فوتبال دیپورتیوو ناسیونال، باشگاه فوتبال ویتوریا گیمارش، و باشگاه فوتبال شفیلد ونزدی اشاره کرد.
وی همچنین در تیم ملی فوتبال زیر ۲۱ سال پرتغال بازی کرده‌است.